# 黒液

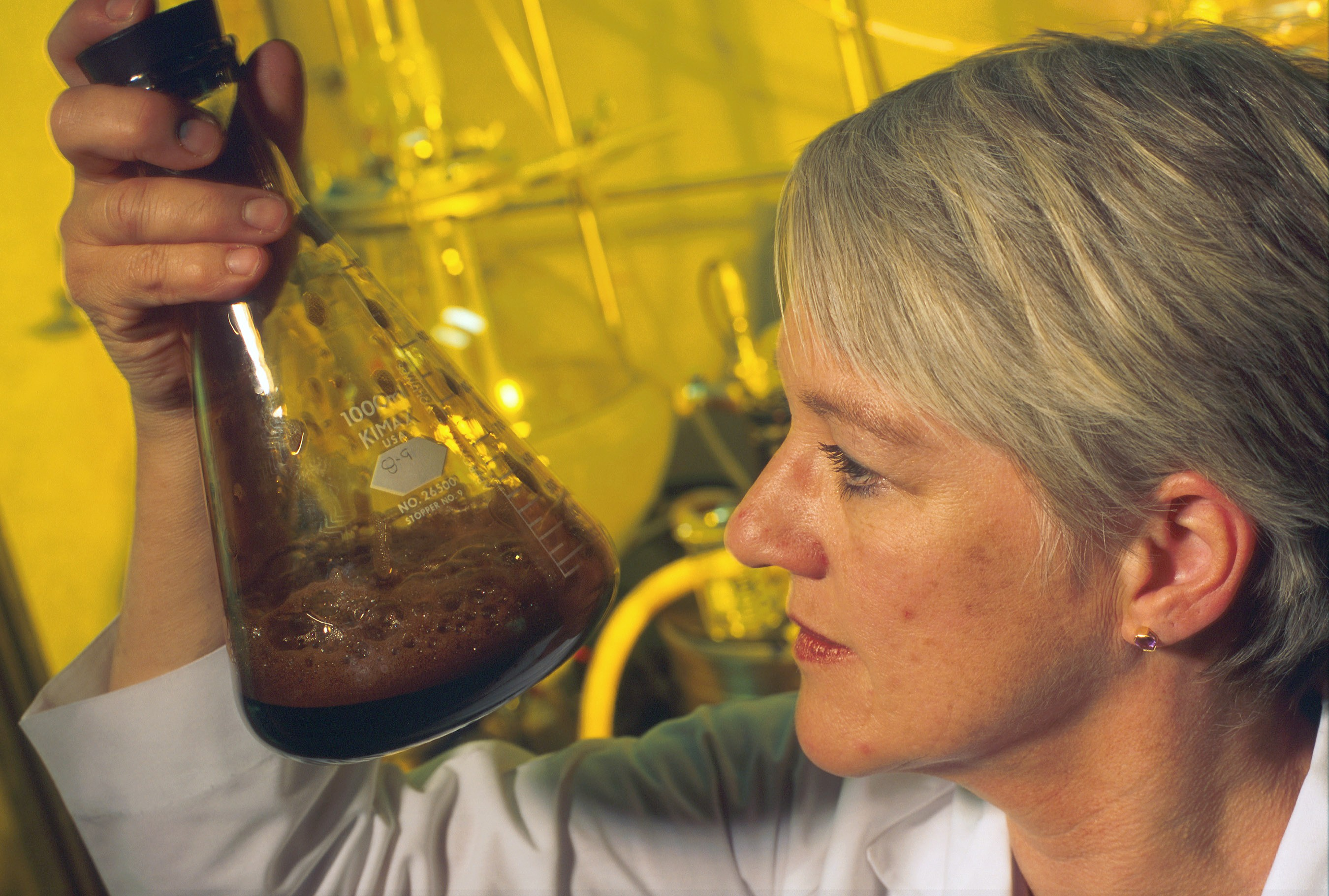
黒液のサンプル

黒液（こくえき、英語: black liquor）は、木材パルプを作るときに化学的に分解・分離した際に発生する黒ないし褐色の液体である。

## 概要
紙の原料であるパルプは木材チップを亜硫酸ナトリウム、水酸化ナトリウムなどの薬品（蒸解剤）とアントラキノンなどの助剤を加えて煮溶かし（蒸解）、木材繊維（セルロース）を取り出す。その木材繊維を固めていたリグニン・樹脂成分と薬品が混じった液体を濃縮したものを黒液と呼ぶ。かつては製紙工場の排水に含まれており、しばしば江戸川漁業被害に代表される環境破壊を惹起させ、水質二法が立法されるきっかけになるなど問題視された。なお、こうした問題は1980年代以降は、後述する黒液のサーマルリサイクル手法が普及して解消されている。
木材の50%は木材繊維で、残り成分50%の黒液は化石燃料の代替エネルギーとしても注目を集めている。

## 黒液の利用

### サーマルリサイクル
黒液のカロリーは重油の1/2～1/3程度あり、燃焼させる事が出来るため、回収ボイラーと呼ばれるボイラーで燃焼させて蒸気を発生させる。その蒸気でタービンを回して発電するが、圧力の下がった蒸気は抄紙工程に送られ紙の乾燥にも使われるため、無駄なく効率的な利用が行われている。また、燃焼させた後の灰を集めて処理することにより、蒸解時に使ったソーダ系蒸解剤も98%以上が回収（ソーダ回収）され、再利用される。
化石燃料は二酸化炭素を発生させ、地球温暖化の原因とされているが、黒液は太陽エネルギーを蓄えた生物由来のエネルギーであることから、バイオマスエネルギーとして扱われる。木材は二酸化炭素と水を吸収し太陽光を浴びて成長し、燃やしたとしても植林してまた二酸化炭素を固定して循環することが出来るので、カーボンニュートラルとカウントされる。

### マテリアルリサイクル
サーマルリサイクルが普及する以前は、鋳物の砂型に使う砂への添加剤として使われた。また、バビショウやスラッシュマツのチップを蒸解して出る黒液には、樹脂であるロジンが多く含まれるため、粗トール油（Crude tall oil）と称して、蒸留してトール油ロジンを取り出すための原料や、重油代替燃料、枕木の防腐剤などに用いる。